# Демофонт (опера Березовського)

Фрагмент рукопису автора — арія Тіманта «Misero pargoletto»

Демофонт або Демофон (італ. Il Demofonte або італ. Demofoonte) — опера серіа українського композитора Максима Березовського (1745—1777). Написана у 1773 році на італійське лібрето П'єтро Метастазіо.
Лібрето опери «Демофонт», написане Метастазіо у 1731 (або 1733) році, стало дуже відомим. До 1800 року це лібрето стало основою 73 опер.
Версія Максима Березовського особливо важлива для історії музики, оскільки це перша опера, що була написана українським композитором.

## Історія
Березовський працював над цією оперою під час свого чотирирічного перебування у Італії. Опера призначалась для зимового карнавалу у Ліворно, де російська флотилія стояла на якорі. Можливо, що ця опера була написана на вимогу його патрона, графа Олексія Григоровича Орлова — але це твердження документально не підтверджено. Прем'єра опери відбулася у лютому 1773 року та була добре сприйнята місцевою пресою.
Рецензія у ліворнській газеті Notizie del mondo що була видана 27 лютого 1773 року зазначала, що «опера з музикою написана Маестро Березовським, російським maestro di cappella на службі Його Величності Імператора усієї Росії, поєднує жвавість та добрий смак із володінням музичною наукою».
Повна партитура опери була загублена. Збереглись тільки небагато фрагментів: sinfonia, що можливо слугувала введенням в оперу та чотири арії:
- Sinfonia у до мажор (1770—1773)[2]
- Арія Демофонта «Per lei fra l'armi»[3]
- Арія Демофонта «Mentre il cor con meste voci»
- Арія Тіманта «Prudente mi chiedi» з другого акту[4]
- Арія Тіманта «Misero pargoletto» з третього акту, сцена 5[5][6]

Відомо через Сергія Прокоф'єва, що Сергій Дягілєв мав намір зробити нову постановку цієï опери, але цей план не був реалізований. Аріï були видані у Києві у 1988 році. Записи Sinfonia і двох арій Тіманта зараз доступні на CD.

## Ролі
- Демофонт
- Дірцея
- Креуса
- Тімант
- Керінт
- Матус

Було знайдено афішу з іменами співаків та опубліковано у Annales de la Musique et des Musiciens en Russie au XVIIIe siècle (Женева, 1948). На ній написано:
Demofonte, dramma seria. Musica del Sig. Maestro Berezowskoy.
- Attori
- Signori:
  - Giacomo Verdi
  - Francesco Porri
  - Giuseppe Afferri (tenore)
  - Vincenzo Nicolini

- Signore:
  - Camilla Mattei
  - Caterina Spighi

Le balli sono inventati e diretti delli Signori Fratelli Turchi

## Синопсис
Фракійський цар Демофонт питає оракула Апполона, скільки буде тривати звичай щорічно приносити в жертву діву. Відповідь загадкова: «Стільки, скільки невинний узурпатор сидить на троні». Аристократ Матус намагається захистити свою доньку Дірцею від жертвопринесення. Він та Демофонт не знають, що Дірцея таємно одружена з Тімантом, сином Демофонта і спадкоємцем трону. Демофонт хоче, щоб Тімант одружився з Креусою, фригійською принцесою. Молодший брат Тіманта Керінт супроводжує іï до фракійського царства, однак закохується в неï. Зустрівши Креусу, Тімант визнає, що не може одружитися з нею, хоча не пояснює чому.
Дірцею спіймали, коли вона намагалася втекти з краïни і кинули до в´язниці, й Демофонт наказує негайно принести їï в жертву. Тімант намагається їï звільнити, але безуспішно. Його також ув´язнюють. Креуса просить Демофонта про помилування. Цар відпускає Тіманта і Дірцею, і Тімант вирішує віддати трон Керінту.
Раптом вони знаходять листа, який відкриває, що Дірцея — дочка Демофонта, що робить Тіманта та Дірцею братом та сестрою. Тімант у відчаï і намагається уникати Дірцеї. Але інший лист відкриває, що Тімант — син Матуса. Усі щасливі. Шлюб Тіманта та Дірцеï стає законним, а Керінт
 — справжній спадкоємець престолу і може одружитися з Креусою. Більше жодна діва не приноситься в жертву, оскільки Тімант уже більше не «невинний узурпатор».